# Scènes de la vie du clergé
Scènes de la vie du clergé (titre original : Scenes of Clerical Life) est un recueil de trois nouvelles écrites par la femme de lettres britannique George Eliot, paru en 1857. En France, il est paru en 1890.

## Résumé
Au XIXe siècle. Au travers de trois nouvelles ayant pour cadre les petites villes fictives de Milby et Shepperton, dans les Midlands, l'auteur examine, entre autres, les effets produits sur les pasteurs et les fidèles par les tensions entre l’Église anglicane et les églises dissidentes (méthodiste, évangélique), et par les nouveaux courants au sein de l’Église anglicane (Mouvement d'Oxford). L'auteur attire également l'attention sur les problèmes sociaux tels que la pauvreté, l’alcoolisme et les violences conjugales.

## Éditions

### Édition originale
- Scenes of Clerical Life, Édimbourg, Londres, William Blackwood and Sons, 1857

### Traductions françaises
- Scènes de la vie du clergé. Tribulations du révérend A. Barton — Roman de M. Gilfil, traduction par A.-F. d’Albert-Durade, Paris, Librairie Hachette et Cie, 1887.
- Scènes de la vie cléricale, Paris, H. Gautier, Nouvelle bibliothèque populaire no 221, 1890.
- Scènes de la vie du clergé. La conversion de Jeanne, nouvelle édition, nouvelle traduite par A.-F. Albert Durade, Paris, Librairie Hachette et Cie, 1911.
- Scènes de la vie du clergé, traduction par Alexandre-François d'Albert-Durade, Paris, Christian Bourgois, 1981.
- Scènes de la vie du clergé. Les tribulations du révérend Amos Barton. Le roman d'amour de Mr Gilfil. La repentance de Janet, Éditions Ombres, 2001.